# Mercedes 22PS
Il nome Mercedes 22PS identifica una piccola famiglia di autovetture di lusso prodotte tra il 1910 ed il 1920 dalla Casa tedesca Daimler Motoren Gesellschaft per il suo marchio automobilistico Mercedes.

## Profilo e caratteristiche
Nonostante il primo dei due modelli appartenenti a tale famiglia abbia debuttato nel 1910, la storia della famiglia di vetture 22PS prodotte dalla Mercedes ha inizio già l'anno prima quando fu commercializzata la 22/35 PS, praticamente una 35PS del 1905 ribattezzata con la nuova sigla indicante la potenza fiscale. È stata infatti la 22/35 PS il primo modello a fregiarsi come vettura da 22 cavalli fiscali.
Ma all'inizio del 1910 fu immessa nel mercato la 22/40 PS, modello destinato a sostituire la 22/35 PS. La nuova vettura era equipaggiata da un 4 cilindri in linea di tipo biblocco, della cilindrata di 5623 cm³ (alesaggio e corsa: 110x148 mm). Tale motore era caratterizzato da uno schema di distribuzione a T, con valvole di aspirazione su un lato e valvole di scarico sull'altro lato. Tali valvole, due per cilindro, erano mosse da due assi a camme, uno per lato, i quali a loro volta erano azionati da ingranaggi cilindrici.
La potenza massima era di 40 CV a 1230 giri/min.

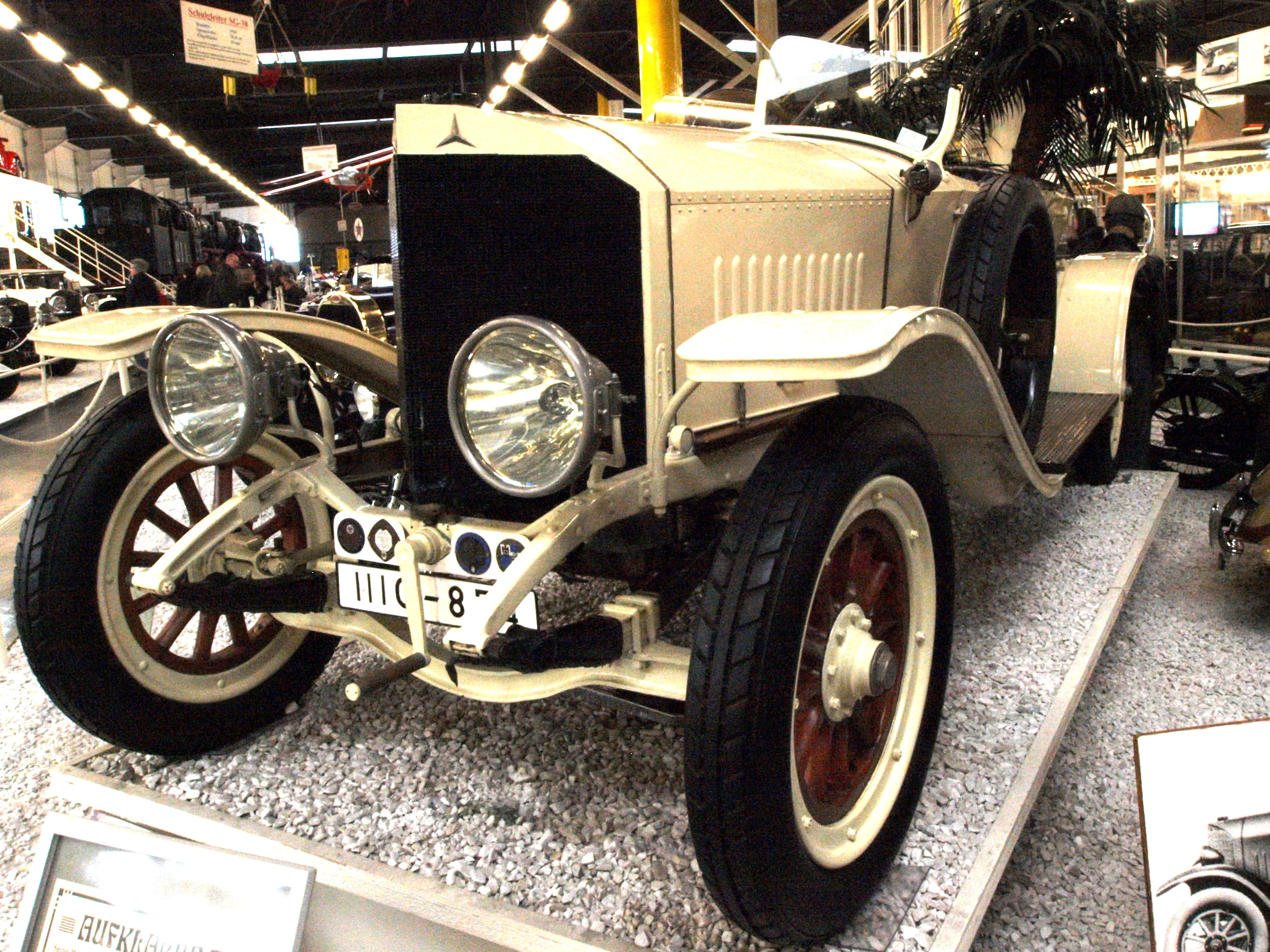
Una Mercedes 22/50 PS

Il resto della meccanica era anch'esso di tipo tradizionale, con sospensioni ad assale rigido con molle a balestra e trasmissione ad albero cardanico con cambio a 4 marce. La velocità massima della 22/40PS era di 70 km/h.
Tale modello venne anche prodotto in una versione particolare, denominata Kolonialwagen o Camp, e caratterizzata dal montare ruote cingolate da 20 pollici.
Nel 1912 la 22/40 PS fu sottoposta ad alcuni aggiornamenti al motore, che diedero come risultato l'aumento di potenza, salita a 50 CV a 1300 giri/min. La vettura venne così ribattezzata 22/50 PS: il grosso degli aggiornamenti tecnici cui la vettura venne sottoposta stava nel leggero aumento di cilindrata, passata da 5623 a 5699 cm³. Questo ed altro ancora hanno permesso il già citato aumento di potenza. In questo modo la velocità massima salì a 75 km/h.
La 22/50 PS venne prodotta pressoché immutata fino al 1920: nel 1915 essa raccolse anche il testimone della Mercedes Knight 25/65 PS. L'eredità della stessa 22/50 PS venne invece raccolta nel 1921 dal modello 10/40/65 PS, dotato di sovralimentazione tramite compressore volumetrico.